# アブドルモネイム・アブールフトゥーフ
アブドルモネイム・アブールフトゥーフ・アブドゥルハーディー（アラビア語: عبد المنعم أبو الفتوح عبد الهادى、Abdul-Moneim Aboul-Fotouh abdul-Hadi、1951年10月15日 - ）は、エジプトの政治家、医師。現アラブ医師組合事務局長。アブールフトゥーハとも表記される。
カイロ大学医学部卒。
2012年エジプト大統領選挙の有力候補の一人と目されていた。元はムスリム同胞団の幹部であったが、同胞団（自由公正党）から大統領候補を立てぬ、という方針に背き、除名された。
2012年5月に行われた大統領選挙第一回投票では、4位（得票数4,065,239、得票率17.47%）に終わり決選投票進出を逃した。
2012年7月「強きエジプト党」の結成を明らかにした。